# Breitling Orbiter (ballon)

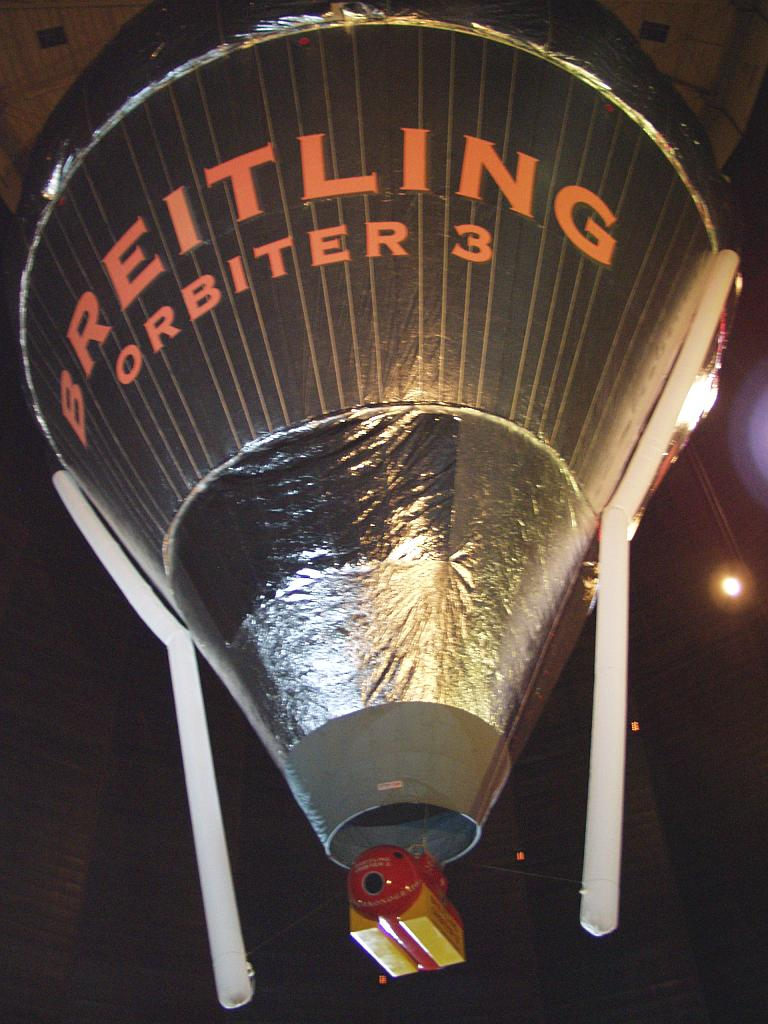
Reserveballon van de Breitling orbiter, welke van 2004-2006 te zien was in de Gasometer Oberhausen.

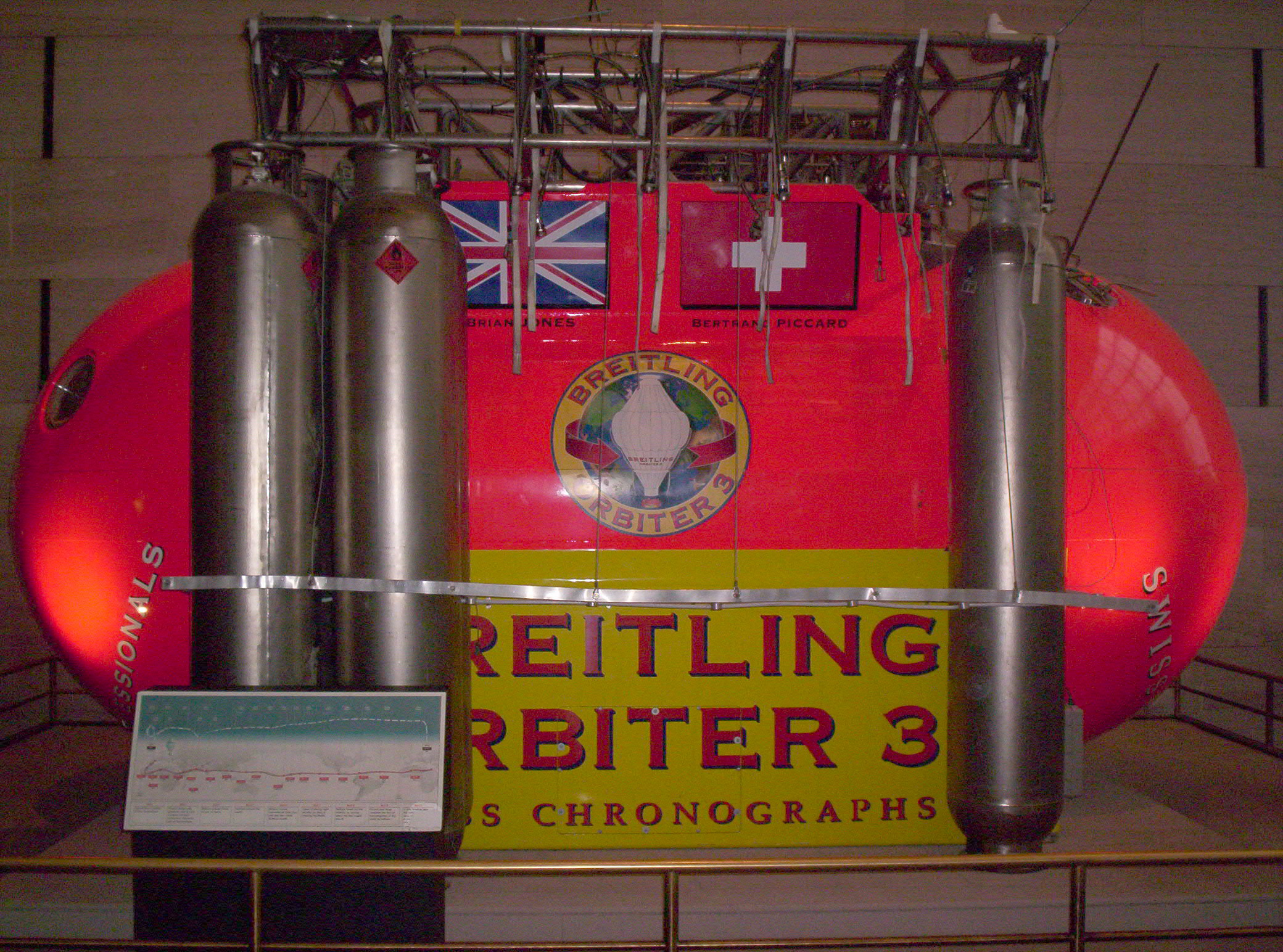
Bemanningscapsule van de Breitling Orbiter 3. Met aan de zijkant de flessen propaan voor de branders aan de bovenkant. National Air and Space Museum, Washington D.C. (2005).

De Breitling Orbiter was een luchtballon waarmee, nadat twee eerdere pogingen waren mislukt, in maart 1999 een succesvolle non-stop ballonvlucht rond de wereld werd gemaakt. De bemanning bestond uit Bertrand Piccard en Brian Jones.

## Historie en ontwerp
Nadat twee eerdere non-stop circumnavigatie pogingen onder dezelfde naam waren mislukt deed de Breitling Orbiter 3 in maart 1999 een derde succesvolle poging. De vlucht over 40.813 km duurde 19 dagen, 21 uur en 47 minuten en was daarmee ook de langste vlucht (in tijd) van een luchtvaartuig zonder bij te tanken. De Cameron-650 ballon was van het Rozière-type, die gevuld is met zowel heliumgas als hete lucht. Het propaangas, benodigd voor de branders, bevond zich in 24 titanium cilinders aan de zijkant van de capsule. De gondel/ bemanningscapsule was uitgevoerd als drukcabine, aangezien de ballon af en toe een hoogte zou bereiken van bijna 12.000 meter.

### Vlucht
Op 1 maart 1999 vertrok de Breitling Orbiter 3 uit het bergdorp Château-d'Œx in Zwitserland. De door het horlogemerk Breitling gesponsorde orbiter, met de Zwitserse registratie HB-BRA, vloog vervolgens in zuidwestelijke richting over het Middellandse zeegebied, waarna de ballon in oostelijke richting afboog en op 2 maart de ‘startlijn’ passeerde in Mauritanië. Op 19 maart werd de ‘finishlijn’, opnieuw in Mauretanië, gepasseerd, waarmee de circumnavigatie een feit was. De landing vond plaats in de Egyptische woestijn, 80 km ten noorden van de plaats Mut, na het afleggen van 40.814 km en een vluchtduur van bijna 20 dagen. De maximaal behaalde snelheid onderweg bedroeg 228 km/uur.

## Eerdere mislukte pogingen van andere teams
- 1996: Solo Spirit – Eerste mislukte non-stop solopoging van avonturier Steve Fossett voor een ballontocht rond de wereld. Technische problemen met de  Rozièreballon van de Britse firma Cameron Balloons veroorzaakte een snelle voortijdige landing. Pas in 2002 zou Fosset met de Spirit of Freedom een succesvolle non-stop solovlucht rond de wereld voltooien.
- 1996: Unicef Flyer - Rozièreballon van de firma Cameron Balloons. Het Nederlandse team van Henk Brink (captain), Willem Hageman en Wout Bakker moest van de Rijksluchtvaartdienst aan de grond blijven nadat er bij de vergelijkbare Cameron ballon van Steve Fosset tijdens de vlucht ernstige problemen aan het licht waren gekomen met de kwaliteit van de ballonstof en de lijmnaden. Herstel van de ballon bleek niet eenvoudig mogelijk en het Unicef Flyer-project werd stopgezet. Henk Brink had in 1986 al een succesvolle transatlantische record-oversteek gemaakt met de Dutch Viking.[5]
- 1998: Virgin Global Challenge – Rozièreballon van Richard Branson, Steve Fossett en Per Lindstrand strandde op 25 december 1998 voortijdig in de Stille Oceaan vlak bij Hawaï door ongunstige weersomstandigheden.